# Puerto Berrío (ort)
Puerto Berrío är en ort i Colombia.   Den ligger i departementet Antioquía, i den centrala delen av landet, 210 km norr om huvudstaden Bogotá. Puerto Berrío ligger 110 meter över havet och antalet invånare är 33 983.
Terrängen runt Puerto Berrío är platt. Runt Puerto Berrío är det glesbefolkat, med 9 invånare per kvadratkilometer. Det finns inga andra samhällen i närheten. Omgivningarna runt Puerto Berrío är en mosaik av jordbruksmark och naturlig växtlighet.